# Biscotto di mezz'agosto
Il biscotto di mezz'agosto è un dolce della cucina toscana che viene preparato per la festa di Ferragosto. Si tratta di un dolce a forma di ciambella, aromatizzato con semi di anice e vino.

## Storia
Il dolce, originario della provincia di Grosseto, in passato veniva consumato come spuntino dai lavoratori agricoli impegnati nella trebbiatura del grano. Oggi viene consumato in occasione della festa di Ferragosto.

## Preparazione
Si prepara l'impasto con farina, uova, zucchero e lievito, aggiungendo semi di anice e vino dolce. Si divide l'impasto in parti uguali, dando a ciascuna di esse la forma di una ciambella; si lascia lievitare e poi si cuoce al forno.